# P'ambaki Lerrnants'k'
P'ambaki Lerrnants'k' är ett bergspass i Armenien. Det ligger i den nordvästra delen av landet, 70 kilometer norr om huvudstaden Jerevan. P'ambaki Lerrnants'k' ligger 2 073 meter över havet.
Terrängen runt P'ambaki Lerrnants'k' är huvudsakligen kuperad, men söderut är den platt. Terrängen runt P'ambaki Lerrnants'k' sluttar norrut. Närmaste större samhälle är Spitak, 12,5 kilometer nordost om P'ambaki Lerrnants'k'.
Trakten runt P'ambaki Lerrnants'k' består i huvudsak av gräsmarker. Runt P'ambaki Lerrnants'k' är det ganska tätbefolkat, med 60 invånare per kvadratkilometer.